# Motore W18

Un motore 18 cilindri a W Isotta Fraschini Asso 750RC35 esposto presso il Museo storico dell'Aeronautica Militare

Il motore W18 è un motore a scoppio a 18 cilindri. La denominazione a W deriva dall'avere i cilindri disposti in 3 bancate da 6 cilindri cadauna. Ebbe un limitato uso in aeronautica a cavallo degli anni venti e gli anni trenta. L'Isotta Fraschini ne derivò anche successivamente una versione navale prima dello scoppio della seconda guerra mondiale. Negli anni novanta venne declinato in versione automobilistica dal gruppo Volkswagen per alcuni prototipi del marchio Bugatti.

## Impiego aeronautico
Ebbe un limitato uso in aeronautica tra gli anni venti e gli anni trenta, l'unico motore prodotto in serie fu l'Isotta Fraschini Asso 750.
Il 18 cilindri Isotta Fraschini andò ad equipaggiare anche il Macchi M.67 destinato Coppa Schneider del 1929. Per quella stessa competizione la francese Hispano-Suiza realizzò il 18R, da 1 680 CV che equipaggiò il Bernard HV120 e il Nieuport-Delage Ni-D 450. A causa di ritardi nella loro messa a punto però nessuno dei due velivoli fu pronto per la gara. Lo stesso motore fu utilizzato sulla successiva variante Nieuport-Delage Ni-D 650. A differenza dell'Isotta Fraschini Asso 750 presentava un maggior angolo tra le bancate, assumendo un aspetto frontale più simile a quello di un "T" rovesciata.

## Impiego navale
La Isotta Fraschini derivò da esso anche una versione navale che andò ad equipaggiare i MAS italiani ed un lotto di siluranti britannici Vosper 70ft., prima dell'entrata in guerra dell'Italia, giugno 1940.

## Impiego automobilistico

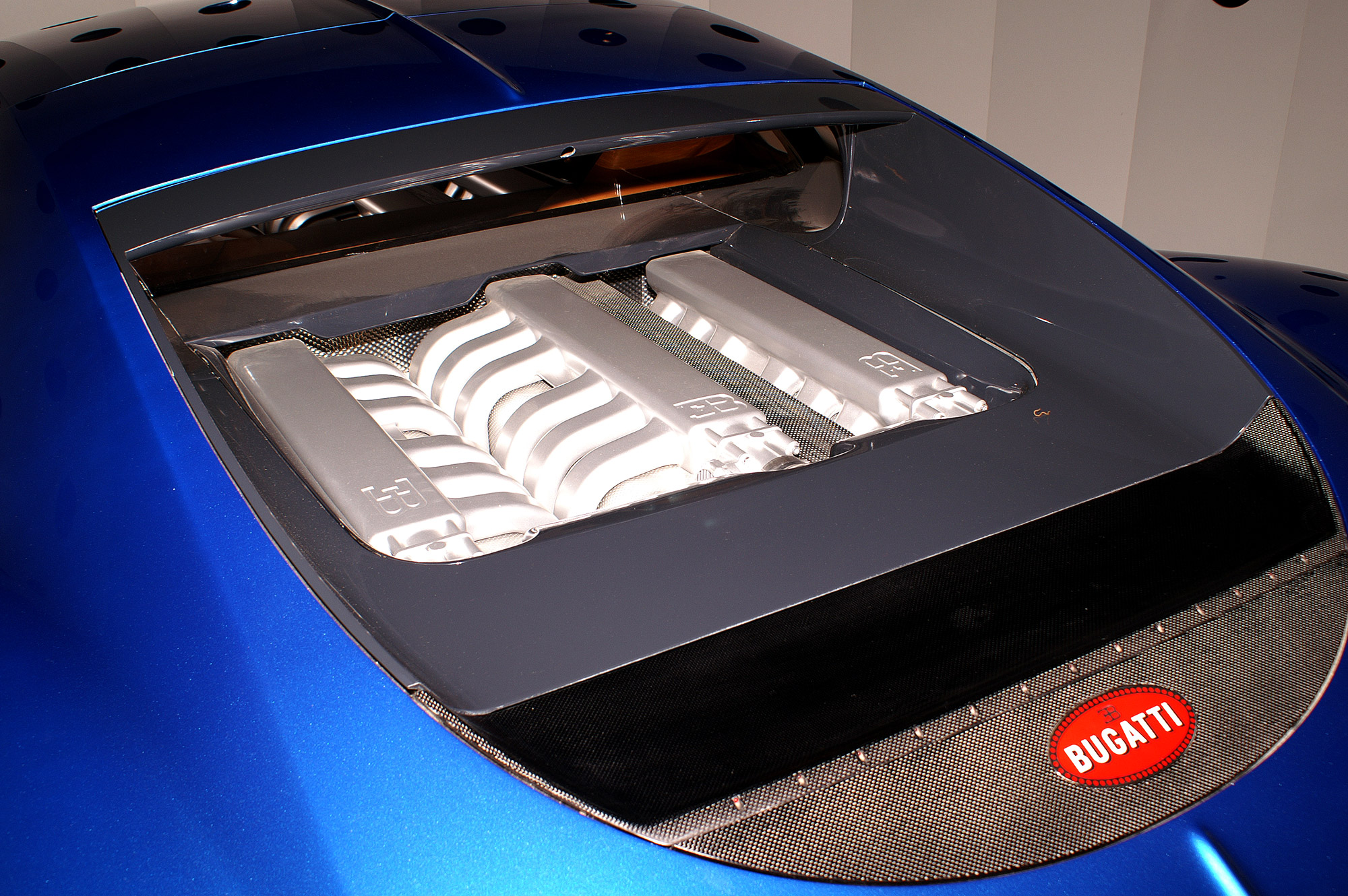
Il motore W18 installato in posizione posteriore longitudinale sulla Bugatti 18/3 Chiron;

L'unico W18 automobilistico venne sviluppato alla fine degli'90 dal gruppo Volkswagen, quando presentò per la sua prima concept car con il marchio Bugatti recentemente acquisito: la Bugatti EB118 del 1998.
Sull'auto era installato un motore W18, con 3 bancate da 6 cilindri ciascuna come nei vecchi motori aeronautici. Il motore si ispirava alla filosofia del motore W12 destinato ad equipaggiare la Audi Avus presentata nel 1991 e rimasto allo stadio di progetto.
Il motore, con 3 bancate da 4 cilindri si differenziava dalla successiva filosofia costruttiva dei successivi W12 Volkswagen, con 2 coppie di motori a V stretta su un unico albero motore, sostanzialmente 4 bancate da 3 cilindri ciascuna. Motore adottato inizialmente sulla Volkswagen W12 Coupé "Nardò", coeva dell'EB118, ed installato su successivi modelli di alta gamma del gruppo.
Il W18 della EB118 presentava 3 bancate a circa 60° ciascuna, in sezione frontale due bancate formavano una V mentre la terza giaceva sul piano orizzontale, differenziandosi notevolmente dai vecchi motori a W aeronautici.
Il motore venne installato sui successivi prototipi Bugatti: EB218, 18/3 Chiron e per il primo prototipo della Bugatti 16/4 Veyron, la 18/4; il motore venne abbandonato in favore del W16 per la produzione in serie.

### Motori W18
- Isotta Fraschini Asso 750
- Hiro Type 94
- Hispano-Suiza 18R
- Volkswagen W18